# Chronicles (album de Jon and Vangelis)
Pour les articles homonymes, voir Chronicles.
Albums de Jon and Vangelis
Page of Life
(1991) -
Chronicles est la 2e compilation du duo Jon and Vangelis, composé du chanteur Jon Anderson et du claviériste Vangelis, sortie en 1994. Il s'agit d'une compilation qui ne concerne que les trois premiers albums, tout comme The Best of Jon & Vangelis, mais avec une liste de chansons différente et plus variée.

## Titres
| No  | Titre                    | Durée |
| --- | ------------------------ | ----- |
| 1.  | I Hear You Now           |       |
| 2.  | He Is Sailing            |       |
| 3.  | Thunder                  |       |
| 4.  | Beside                   |       |
| 5.  | Birdsong                 |       |
| 6.  | Play Within A Play       |       |
| 7.  | And When The Night Comes |       |
| 8.  | Deborah                  |       |
| 9.  | Curious Electric         |       |
| 10. | Friends Of Mr Cairo      |       |
| 11. | Back To School           |       |
| 12. | Italian Song             |       |
| 13. | Polonaise                |       |
| 14. | Love Is                  |       |